# Kazematten (Luxemburg)

De stad Luxemburg met een deel van de kazematten

De kazematten van Luxemburg bestaan uit een ondergrondse militaire vestinggordel in de Luxemburgse hoofdstad Luxemburg. Ze waren onderdeel van de Vesting Luxemburg die in 1867 deels werd gesloopt.
De vesting van Luxemburg wordt gezien als een schoolvoorbeeld van militaire bouwkunst in Europa en is in de loop van haar bestaan vele malen van bezetting gewisseld. Spaanse, Belgische, Franse, Oostenrijkse, Nederlandse en Pruisische ingenieurs hebben bijgedragen aan bouw en inrichting van deze verdedigingsgordel.
De eerste kazematten dateren uit 1644, toen de Spanjaarden het voor het zeggen hadden in Luxemburg. De Franse militaire vestingbouwer Vauban bouwde de ondergrondse gangen verder uit tot een lengte van 23 kilometer. In de 18e eeuw zetten de Oostenrijkers de bouwwerken voort. Het verdedigingssysteem was over verschillende verdiepingen verspreid en bestond uit galerijen. Deze waren tot op een diepte van 40 m uitgegraven. De kazematten boden onderdak aan duizenden soldaten, alsook aan paarden, artillerie- en wapenwerkplaatsen, keukens, bakkerijen en slagerijen.
In 1867 werd de vesting ontmanteld naar aanleiding van het Congres van Londen. De volledige ontmanteling duurde 16 jaar. De kazematten werden ingekort tot 17 km. Omdat het ondergrondse systeem midden in de stad ligt was het niet mogelijk om het hele netwerk te vernietigen.
Tijdens de twee wereldoorlogen deden de kazematten dienst als schuiloord. Zo'n 35.000 mensen vonden er bescherming tegen aanvallen en bombardementen.
Hoewel er al in 1898 interesse was om de kazematten toeristisch te exploiteren, zijn ze pas sinds 1933 open voor publiek. Voordien vonden er sporadisch evenementen plaats. Reden daarvoor is dat pas in 1925, na de Eerste Wereldoorlog en na de val van het Duitse keizerrijk, de originele plattegronden beschikbaar waren en voordien niemand in Luxemburg een concreet zicht had op de omvang en indeling van het gangenstelsel. Voordien bevonden deze originele plattegronden zich in de geheime archieven van de Pruisen.
In 1994 werden de kazematten door de UNESCO op de Werelderfgoedlijst gezet.
De kazematten van Luxemburg bestaan uit de Bockkazematten en de Petruskazematten.

## Bockkazematten

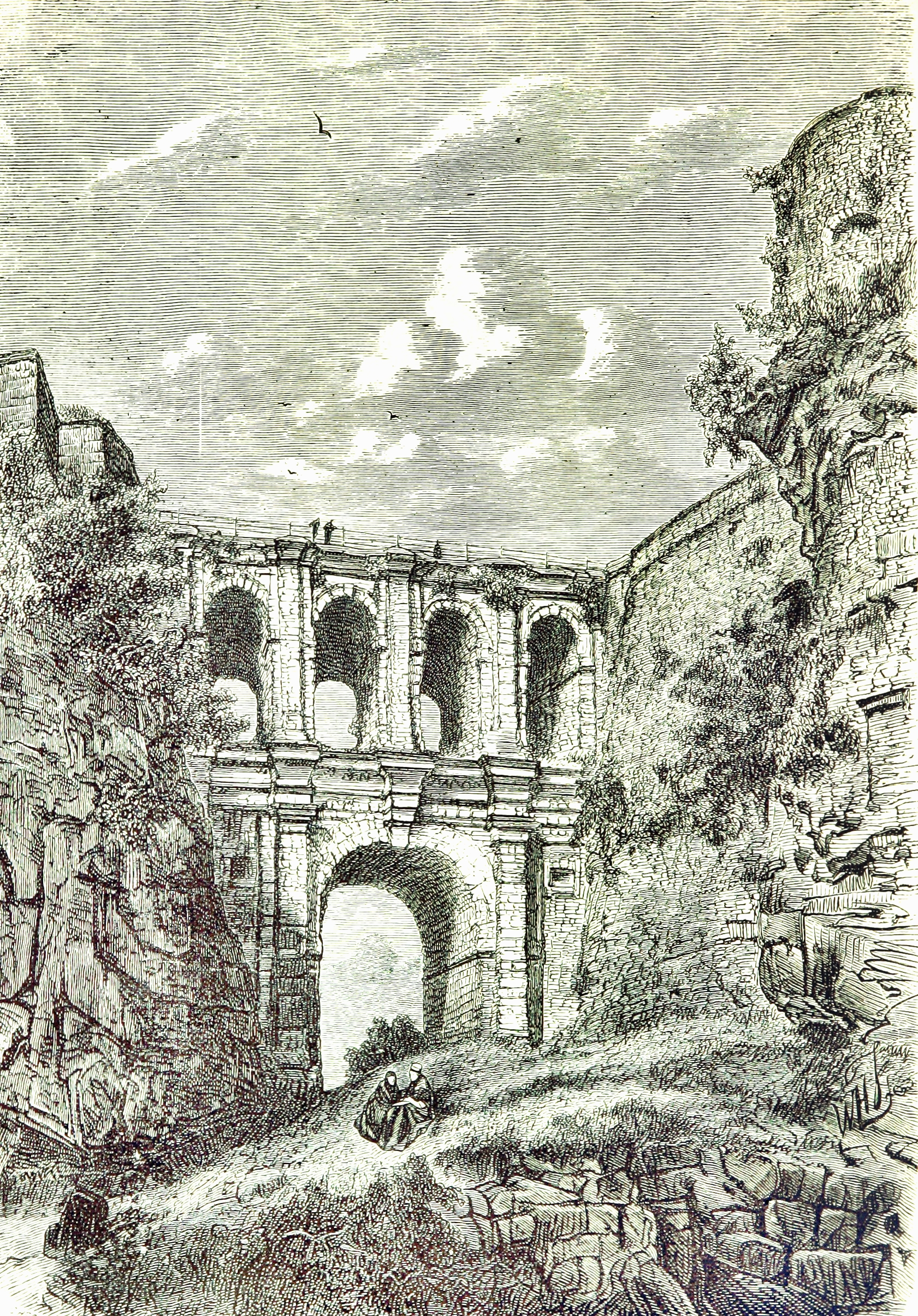
Brug, gebouwd in 1765 door de Oostenrijkers, die de Bockkazematten verbindt met de oude stad

De Bockkazematten (Casemates du Bock) dateren uit 1745 en zijn gebouwd door Oostenrijkse ingenieurs. Ze bestrijken een oppervlakte van 1100 m². De kazematten van de Bock konden ca. 50 kanonnen en 1200 soldaten herbergen.
In de archeologische 'crypte' zijn de restanten van de eerste burcht van graaf Siegfried nog te bezichtigen. De burcht was in de 10e eeuw gebouwd op de Bockrots, in 1993 werden de overblijfselen blootgelegd. De eerste burcht leidde tot het ontstaan van Luxemburg-Stad.

### Sage van Melusina

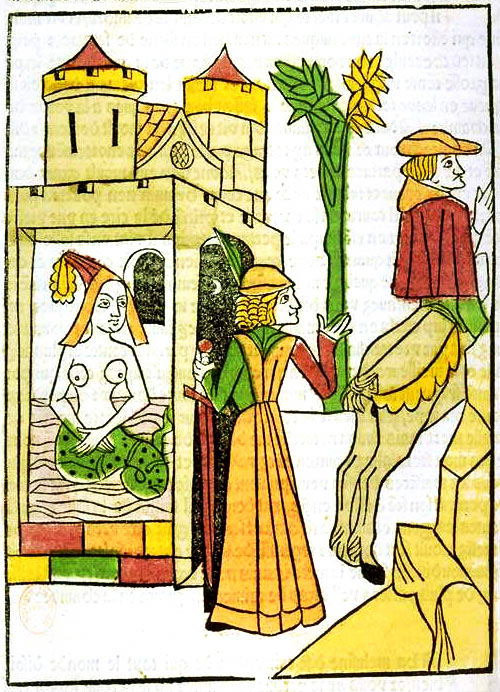
De sage wil dat de ware aard van Melusina op de Bockrots wordt ontdekt, hier afgebeeld op een illustratie uit Le livre de Mélusine uit 1478.

Over de Bockkazematten wordt de sage verteld van de bevallige Melusina. Zij zou de gemalin zijn geweest van de eerste graaf van Luxemburg, Siegfried, die op de Bockrots woonde, hoog boven de vallei van de Alzette. Bij hun huwelijk had Melusina haar echtgenoot laten beloven dat hij niet naar haar zou kijken tijdens een bepaalde dag en nacht van de week. Op een dag kon Siegfried de verleiding niet weerstaan en kijkt hij door het sleutelgat van haar kamer, terwijl ze een bad neemt. Zo ontdekt hij dat zij een vissenstaart heeft die over de rand van het bad hangt. Melusina ziet dat haar man naar haar kijkt en verdwijnt voor altijd in de rivier de Alzette.
Melusina is een vrouw die voorkomt in meerdere internationale middeleeuwse volksverhalen. Siegfried trouwde in werkelijkheid met Hedwig.

## Kazematten van de Pétrusse
De kazematten van de Pétrusse (Casemates de la Pétrusse) dateren uit 1644 en zijn gebouwd door Spaanse ingenieurs. De Spanjaarden wilden de middeleeuwse vesting moderniseren en grote bastions bouwen. Vauban gaf de vesting zijn huidige vorm. In 1728-29 bouwden de Oostenrijkers de Bourbonsluis en de grote trap. Na de ontmanteling van de verdedigingsgordel in 1867 werden de schietgaten dichtgemetseld en de meeste ingangen afgesloten.
Het Sebastiaansgilde, een genootschap van kruisboogschutters opgericht in de 14e eeuw, mocht de onderwal gebruiken en vuurde van daaruit naar de grachten van het tegenovergelegen Fort Bourbon. Na het vertrek van de kruisboogschutters in 1903 lagen de Petruskazematten er verlaten bij. Sinds 1933 zijn ze open voor het publiek. Een kweker gebruikte de galerijen en de batterijen van het ravelijn om er champignons te kweken.
In de Petruskazematten is nog een Pruisisch kanon aanwezig uit 1834.
Sinds 2022 zijn de gerestaureerde Pétruskazematten (met lichtparcours) opnieuw open voor het publiek. 
Stad Luxemburg: oude wijken en vestingwerken